# Monique van der Werff
Pour les articles homonymes, voir Van der Werff.
Monique van der Werff, née le 6 septembre 1982 à Haarlem, est une actrice et chanteuse néerlandaise.

## Filmographie

### Cinéma et téléfilms
- 1994 : Onderweg naar Morgen : Suzy de Ruyg
- 2003 : Loverboy (nl) : Denise
- 2004-2006 : ZOOP (nl) : Taffie Arends
- 2005 : Gekkie : Roos
- 2005 : Zoop in Afrika (nl) : Taffie Arends
- 2006 : Zoo Rangers en Inde : Taffie Arends
- 2006 : Kinderen geen bezwaar (nl) : Melody
- 2007 : Honeyz (nl) : Renske Eemhof
- 2007 : Zoo Rangers en Amérique : Taffie Arends
- 2010 : De blauwe bus (nl) : Marilyn McMolly

## Théâtre
- 2003 : Tartuffe
- 2005 : Hurly Burly
- 2006 : Blessuretijd
- 2007 : Oeloek 3
- 2008 : Echte Liefde?
- 2008 : Goal
- 2009 : The Right Thing
- 2010 : Veronika besluit te sterven
- 2012 : Hardliners

## Discographie

### Singles(Bandes originales)
- 2005 : Zoop in Afrika (Djeo Madjula)
- 2006 : Zoop in India (Magisch Avontuur)
- 2007 : Waiting
- 2007 : Zoop in Zuid-Amerika (Baila Mi Tango)